# Yae no Sakura
Yae no Sakura (八重の桜) é uma série de televisão japonesa de 2013. É a 52ª taiga drama da NHK. A história centra-se em Niijima Yae,  interpretado por Haruka Ayase.